# Philippe Seghin
Philippe Seghin (Fontaine-l'Évêque, 8 april 1938) was een Belgisch politicus van de PRL die volksvertegenwoordiger en burgemeester was.

## Levensloop
Seghin werd beroepshalve apotheker en was ook reserveofficier.
Hij begon zijn politieke loopbaan als gemeenteraadslid van Fontaine-l'Évêque, een mandaat dat hij sinds 1971 uitoefent. Van 2006 tot 2012 was hij burgemeester van de gemeente.
Van 1995 tot 2003 zetelde hij in de Kamer van volksvertegenwoordigers voor het arrondissement Charleroi-Thuin. Hij bekommerde er zich vooral om Volksgezondheid, Leefmilieu en Maatschappelijke vernieuwing.

## Onderscheiding
- Ridder in de Orde van Leopold II